# Nepenthes madagascariensis
Espèce
Classification phylogénétique
Statut de conservation UICN

 LC  : Préoccupation mineure
Statut CITES
Nepenthes madagascariensis est une espèce de plantes carnivores originaire de Madagascar d'où elle tire son nom.
Elle est présente sur la côte Est de l'île et plus particulièrement au niveau de la presqu'île de Masoala.
Elle fut la première népenthès décrite, et ceci en 1658 par Étienne de Flacourt. Ce népenthès est également le plus occidental jamais découvert, loin du foyer principal en Asie du Sud-Est.